# Le Bellay-en-Vexin
Le Bellay-en-Vexin egy község Franciaországban. Lakosainak száma 219 fő (2022. január 1.).

## Földrajza
Le Bellay-en-Vexin Moussy, Chars, Cléry-en-Vexin, Nucourt és Commeny községekkel határos.

## Népessége
| Lakosok száma | 247  | 244  | 251  | 234  | 223  | 212  | 214  | 218  | 219  |
|               | 2013 | 2015 | 2016 | 2017 | 2018 | 2019 | 2020 | 2021 | 2022 |